# Кітченко Михайло Дмитрович
Миха́йло Кі́тченко (1857 — 1931) — військовий Російської імператорської армії українського походження, генерал-лейтенант, герой Першої світової війни.

## Біографія
Православний. Походив із дворян Слобідської України міста Суми.
Закінчив Московську військову прогімназію (1873) і Московське піхотне юнкерське училище по 1-му розряду (1876), звідки вийшов прапорщиком в 4-й піхотний Копорський полк.
Чини: підпоручник (1877), поручник (1882), штабс-ротмістр (1886), ротмістр (1890), підполковник (1896), полковник (за відміну, 1900), генерал-майор (за відміну, 1908), генерал-лейтенант (1915).
Брав участь у російсько-турецькій війні 1877-1878 років. 21 червня 1885 переведений в Окремий корпус прикордонної варти. У 1896 році був призначений помічником старшого ад'ютанта, а в 1900 році — старшим ад'ютантом штабу ОКПС. У 1904 році був призначений командиром Єреванської бригади 6-го прикордонного округу. 13 березня 1909 року призначений начальником 3-го прикордонного округу, а 30 березня 1911 року переведений на ту ж посаду в 5-й округ.
Брав участь у Першій світовій війні. У 1915 році командував бригадою 71-ї піхотної дивізії. Був нагороджений орденом Святого Георгія 4-го ступеня, а потім Георгіївською зброєю.
|  | За те, що будучи командиром бригади 71-ї піхотної дивізії, в бою під Нижневом 31-го травня і 1-го червня 1915 року, коли противник, наступаючи великими силами, прорвав центр нашого розташування і погрожував захопленням артилерії і шляхів відступу до мостів через р. Дністер, генерал Кітченко, піддаючи своє життя явній небезпеці, під ураганним вогнем противника зупинив наші частини, що відступали, привів їх у порядок, перейшовши в наступ, відкинув противника і, зайнявши знову нашу колишню позицію, втримався на ній до отримання наказу про відхід. |

7 вересня 1915 призначений командувачем 80-ї піхотної дивізії, а 27 листопада того ж року отримав звання генерал-лейтенанта із затвердженням на посаді. 4 травня 1917 звільнений з посади начальника дивізії, а 1 серпня звільнений від служби, через хворобу, з мундиром і пенсією.
З 1920 року — в еміграції у Югославії. Помер в 1931 році в Панчевському шпиталі.

## Нагороди
- Орден Святого Станіслава 3-го ст. (1880);
- Орден Святої Анни 3-го ст. (1889);
- Орден Святого Станіслава 2-й ст. (1893);
- Орден Святого Володимира 4-го ст. з бантом за 25 років служби в офіцерських чинах (1902);
- Орден Святої Анни 2-й ст. (1903);
- Орден Святого Володимира 3-го ст. (1906);
- Орден Святого Станіслава 1-й ст. (1912);
- Орден Святої Анни 1-го ступеня. з мечами (ВП 11.08.1915);
- мечі до ордену Святого Станіслава 1-й ст. (4.10.1915);
- Орден Святого Георгія 4-й ст. (ВП 27.11.1915);
- Орден Святого Володимира 2-й ст. з мечами (ВП 26.01.1916);
- Георгіївська зброя (ВП 07.02.1916).